# Демайо, Пол
Пол Демайо (англ. Paul DeMayo, 12 сентября 1967, Калифорния, США — 2 июня 2005) — профессиональный американский бодибилдер.

## Биография
Родился и вырос в Калифорнии. Большую часть жизни провел в Бостоне. Победитель конкурсов Нашинолс 1994 и 1991 годов, призёр чемпионата США 1993 года. Пол подписал контракт с производителем спортивного питания Met-RX, и по условиям данного контракта вопреки своему желанию был вынужден принять участие в турнире Мистер Олимпия 1995 года, в котором занял лишь 12-е место. Пол ДеМайо имел прозвище Квадзилла, за его фантастически развитые квадрицепсы.
ДеМайо отсидел два года в тюрьме за попытку убийства своей подруги и хранение наркотических веществ.
Пол ДеМайо умер в 2005 году от передозировки героина.

## История выступлений
Соревнование	Место
- Гран При Англия 1995	10
- Гран При Германия 1995	9
- Гран При Испания 1995	9
- Мистер Олимпия 1995	12
- Нашионалс 1994	1
- Нашионалс 1994	1 в категории Тяжелый вес
- Чемпионат США 1993	3 в категории Тяжелый вес
- Нашионалс 1992	4 в категории Тяжелый вес
- Джуниор Нашионалс 1991	1
- Джуниор Нашионалс 1991	1 в категории Тяжелый вес
- Нашионалс 1991	3 в категории Тяжелый вес
- Джуниор Нашионалс 1990	3 в категории Тяжелый вес
- Джуниор Нашионалс 1989	4 в категории Тяжелый вес